# تشون كيونغ-جون
تشون كيونغ-جون (هانغل: 전경준) هو لاعب كرة قدم ومدرب كرة قدم كوري جنوبي في مركز الوسط، ولد في 10 سبتمبر 1973 في كوريا الجنوبية. شارك مع منتخب كوريا الجنوبية تحت 20 سنة لكرة القدم ومنتخب كوريا الجنوبية تحت 23 سنة لكرة القدم. أما مع النوادي، فقد لعب مع بروناي دي بي إم إم وبوهانغ ستيلرز وجونبك هيونداي موتورز وجيجو يونايتد ونادي هوم يونايتد.

## وصلات خارجية
- تشون كيونغ-جون على موقع الاتحاد الدولي (مؤرشف)  (الإنجليزية)
- تشون كيونغ-جون على موقع دوري كوريا الجنوبية (الإنجليزية)
- تشون كيونغ-جون على موقع قاعدة بيانات كرة القدم.إي يو (الإنجليزية)